# Lliga catalana de bàsquet femenina 1982-1983
La Lliga catalana de bàsquet femenina 1982-83 fou la segona edició de la Lliga catalana. Se celebrà des del 19 de setembre fins al 12 d'octubre de 1982 i fou organitzada per la Federació Catalana de Basquetbol. Hi participaren quatre equips, participants de la Lliga estatal, el Picadero-Comansi, vigent campió, el CB Cibes-Betània, l'Hispano Francès i el Joventut de Badalona. Tanmateix, el club badaloní es retirà en la darrera jornada de la competició, ja que no trobà cap patrocini comercial i acabà desapareixent. La competició es disputà en format de fase regular a doble volta. Els dos primers classificats de la lligueta disputaren la final, que se celebrà el 12 d'octubre al Palau d'Esports de Barcelona.
Es proclamà campió el Picadero Comansi, que repetí el títol de la temporada anterior. L'escorta catalana, Roser Llop, fou la màxima anotadora de la final, amb 20 punts.

## Fase regular
El Picadero Comansi i el CB Cibes-Betània es classificaren per disputar la final de la competició.

### Competició
| Pos | Equip             | PJ | PG | PE | PP | PF  | PC  | DP   | Pts |  | COM        | BET   | HIS   | JOV   |
| --- | ----------------- | -- | -- | -- | -- | --- | --- | ---- | --- |  | ---------- | ----- | ----- | ----- |
| 1   | Picadero Comansi  | 4  | 4  | 0  | 0  | 251 | 153 | +98  | 8   |  | —          |       | 75–44 | 97–43 |
| 2   | CIBES-Betània     | 4  | 3  | 0  | 1  | 288 | 199 | +89  | 7   |  |            | —     | 71–60 | 89–36 |
| 3   | Hispano Francès   | 4  | 3  | 0  | 1  | 242 | 286 | −44  | 7   |  | 66–79      | 72–61 | —     |       |
| 4   | Joventut Badalona | 6  | 0  | 0  | 6  | 152 | 316 | −164 | 6   |  | [ Nota 1 ] | 31–67 | 42–63 | —     |

1. ↑  No es presentà el Joventut Badalona

## Final
El Picadero Comansi i el CB Cibes-Betània disputaren la final de la II Lliga catalana, repetint la mateixa final de la temporada anterior. Guanyà el Picadero amb comoditat per 72 a 47 al Cibes-Betània, després d'un parcial de 41 a 26 a la segona meitat. El club barcelonès guanyà la seva segona Lliga catalana consecutiva. L'escorta figuerenca, Roser Llop, fou la màxima anotadora de la final amb vint punts.
| 12 d'octubre de 1982 11:45 CET Acta | Picadero Comansi                   | 72–47 | CB Cibes-Betània | Palau d'Esports de Barcelona, Àrbitres: Galerón i Martínez Alabau |
| 12 d'octubre de 1982 11:45 CET Acta | Resultat per meitats: 31-21, 41-26 |       |                  | Palau d'Esports de Barcelona, Àrbitres: Galerón i Martínez Alabau |
| 12 d'octubre de 1982 11:45 CET Acta | Pts: Llop 20                       |       | Pts: Barragán 15 | Palau d'Esports de Barcelona, Àrbitres: Galerón i Martínez Alabau |

| Picadero Comansi | CB Cibes-Betània |

| #            | Pos   | Jugadora             | Pts |
| ------------ | ----- | -------------------- | --- |
| 4            | E     | Montserrat Casarrama | N/D |
| 5            | P     | Georgina Elias       | 2   |
| 6            | P     | Rosa Castillo        | 14  |
| 7            | A     | Joana Grau           | N/D |
| 8            | E     | Aurora Turmo         | N/D |
| 9            | A     | Sílvia Font          | 10  |
| 10           | E     | Fina García          | 2   |
| 11           | B     | Anna Junyer          | 14  |
| 12           | E     | Roser Llop           | 20  |
| 13           | AP    | Concha Zapata        | 6   |
| 14           | P     | Rosa Sánchez         | 5   |
| 15           | P     | María Cortés         | 0   |
| Equip        | Equip | Equip                | 72  |
| Entrenadora  |       |                      |     |
| Neus Bartran |       |                      |     |

| Campió de la Lliga Catalana 1982-83 |
| ----------------------------------- |
| Picadero Comansi Segon títol        |

| #                  | Pos   | Jugadora            | Pts |
| ------------------ | ----- | ------------------- | --- |
| 4                  | P     | Clara Jiménez       | 0   |
| 5                  | B     | Eulàlia Torrent     | N/D |
| 6                  | A     | Montserrat Carreras | 0   |
| 7                  | A     | Maria Teresa Gabasa | 6   |
| 8                  | B     | Francina Pubill     | 6   |
| 9                  | B     | Aurelia Lundinez    | 0   |
| 10                 | P     | Montserrat Cabiró   | 0   |
| 11                 | A     | Miriam Henningen    | 12  |
| 12                 | A     | Carmen Fraile       | 14  |
| 13                 | P     | Lourdes Bonals      | 0   |
| 14                 | A     | Lígia Barragán      | 15  |
| 15                 | A     | Ángeles Ramos       | 0   |
| Equip              | Equip | Equip               | 52  |
| Entrenador         |       |                     |     |
| Joan Maria Gavaldà |       |                     |     |